# 小野塚知二
小野塚 知二（おのづか ともじ、1957年 - ）は、日本の歴史家・経済学者。博士（経済学）（東京大学・2003年）。東京大学特命教授、東京大学名誉教授、放送大学客員教授。

## 略歴
1975年神奈川県立希望ヶ丘高等学校全日制普通科卒業、1981年東京大学経済学部経済学科卒業、1987年東京大学大学院経済学研究科第２種博士課程（理論経済学･経済史学専攻）単位取得退学。
1987年東京大学社会科学研究所助手、1990年横浜市立大学商学部専任講師、1991年同助教授、1996年東京大学経済学研究科・経済学部助教授、2001年7月同教授。
2021-2024年、東京大学エグゼクティブ･マネジメント･プログラム特命教授。
2022年3月、東京大学経済学研究科･経済学部を定年退職し、同年6月より東京大学名誉教授。
2022年4月より、東京大学エグゼクティブ･マネジメント･プログラム特任教授を務める。

## 人物
- 昨今の教授にしては珍しく、学部の講義では一切スライドを使わずに旧来式の板書と口頭による講義形式をとる。学部生向けの講義でスライドを用いると，学生が内容を充分に理解し，消化するよりも速く講義が進んでしまうと考えているからで、板書と講義内容を各自がノートに筆記することを促している。もともと勉強が嫌いであったが、嫌いなものを嫌いなまま放置するのが我慢できない性格であったことから、好きになるまでやってみようと研究に没頭した。「その結果思っていたよりも研究が面白く、もう少し続けてやってみるかという気持ちになった。」と学生との対談型インタビューで語っている。本人曰く、現在も勉強は嫌いであるが、好きになると「もういいか」とやめてしまうかもしれず、嫌いなまま面白いことを次から次に見つけていくから続けられているとの持論がある[6]。
- 学部のゼミでは個人研究を重視しており、経済史・社会史にとどまらず、人文社会科学全般の広範な領域からテーマを選ぶことができる[6]。「卒業した後自分が大学で何やったか覚えているのは、個人研究、卒業研究でやったこと」[6]とあるように、自ら文献・資料を調べながら問いを立て、答えを導く過程を論文という形に書き上げる、というプロセスを経験することが、その後の人生を通して肝要であると考えている[7]。
- 料理に造詣が深いことから、ゼミの調理実習も名物となっており、各時代・地域の料理（ハプスブルク帝国の宮廷料理、第一次世界大戦期のドイツの食事、20世紀初頭のイタリア料理、19世紀末イギリス労働者階級の食事、アルメニア料理、ロシア料理、沖縄料理、日本料理等々）を、食材を買い集め、一から調理して、完成した料理をみなで味わうことを通して、過去の人びとの営みとその成果に触れる機会を設けている[8][9][10]。

### 専門
西洋経済史。主な研究テーマは、近現代ヨーロッパ社会経済史とイギリス労務管理･労使関係史で、機械産業史、音楽社会史、食文化史、兵器産業・武器移転史、第一次世界大戦史、「野良猫のいる社会と野良猫のいない社会」など。

## 役職
- 政治経済学・経済史学会：理事(1999-現在)、編集委員(2020-現在)[18]。
- 社会政策学会：学会誌査読専門委員(2008-現在)[19]。
- 社会経済史学会：評議員(2021-現在)[20]。
- 東京大学本郷事業場教職員過半数代表者(2008-2009)[21]。
- 東京大学経済学図書館長(2017-2019)。
- 東京大学アジア研究図書館長（2018-2021)[22]。
- 東京大学日本料理グローバル研究連携ユニット(GUSTO　JC)代表(2018-現在)[23][24]。
- 東京大学エグゼクティブ･マネジメント･プログラム(東大EMP)コチェア(2021-現在)[25]。

## 著書・共編著[26]
- 『クラフト的規制の起源 －19世紀イギリス機械産業－』有斐閣、2001年
- 『西洋経済史学』（馬場哲と共編）東京大学出版会、2001年
- 『日英兵器産業とジーメンス事件－武器移転の国際経済史－』（奈倉文二・横井勝彦と共著）日本経済評論社、2003年
- 『大塚久雄『共同体の基礎理論』を読み直す』（沼尻晃伸と共編著）日本経済評論社、2007年
- 『自由と公共性 －介入的自由主義とその思想的起点－』(編著)日本経済評論社、2009年
- 『軍拡と武器移転の世界史 ―兵器はなぜ容易に広まったのか』(横井勝彦と共編著)日本経済評論社、2012年
- 『第一次世界大戦開戦原因の再検討 ―国際分業と民衆心理』(編著)岩波書店 2014年
- 『労務管理の生成と終焉』(榎一江と共編著、法政大学大原社会問題研究所叢書)日本経済評論社、2014年
- 『大塚久雄から資本主義と共同体を考える ―コモンウィール・結社・ネーション― 』(梅津順一と共編著)日本経済評論社、2018年
- 『経済史：いまを知り、未来を生きるために』有斐閣、2018年
- 『世界史としての第一次世界大戦』(飯倉章・山室信一･柴山桂太ほかと共著)宝島社、2020年
- 『共同体の基礎理論 他六篇』(大塚久雄著／小野塚知二編･校訂･解説)岩波文庫、2021年

## 論文
- CiNii 小野塚知二[27]
- 小野塚知二のページ　小野塚知二の研究業績[28]